# 마쿠프군

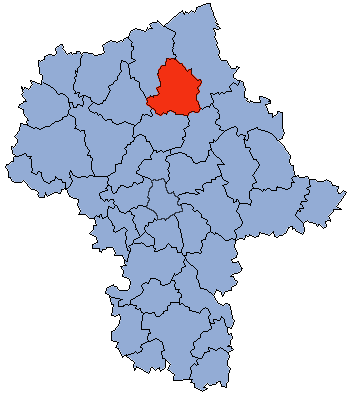
마조프셰주 지도에 표시된 마쿠프군의 위치

마쿠프군(폴란드어: powiat makowski)은 폴란드 마조프셰주에 위치한 군으로 군청 소재지는 마쿠프마조비에츠키이며 면적은 1,064.56km2, 인구는 45,076명(2019년 기준), 인구 밀도는 42명/km2이다.
북동쪽으로는 오스트로웽카군, 남동쪽으로는 비슈쿠프군, 남쪽으로는 푸우투스크군, 서쪽으로는 치에하누프군, 북서쪽으로는 프샤스니시군과 접한다. 10개 지방 자치체(1개 도시, 1개 도시형 농촌, 8개 농촌)를 관할한다.

군기
군 문장